# Макевен (Тенеси)
Макевен (енгл. McEwen) град је у америчкој савезној држави Тенеси.

## Демографија
По попису из 2010. године број становника је 1.750, што је 48 (2,8%) становника више него 2000. године.
| Група             | 2000.         | 2010.         |
| Белци             | 1.672 (98,2%) | 1.714 (97,9%) |
| Афроамериканци    | 6 (0,4%)      | 1 (0,1%)      |
| Азијати           | 1 (0,1%)      | 4 (0,2%)      |
| Хиспаноамериканци | 9 (0,5%)      | 12 (0,7%)     |
| Укупно            | 1.702         | 1.750         |